# Clio

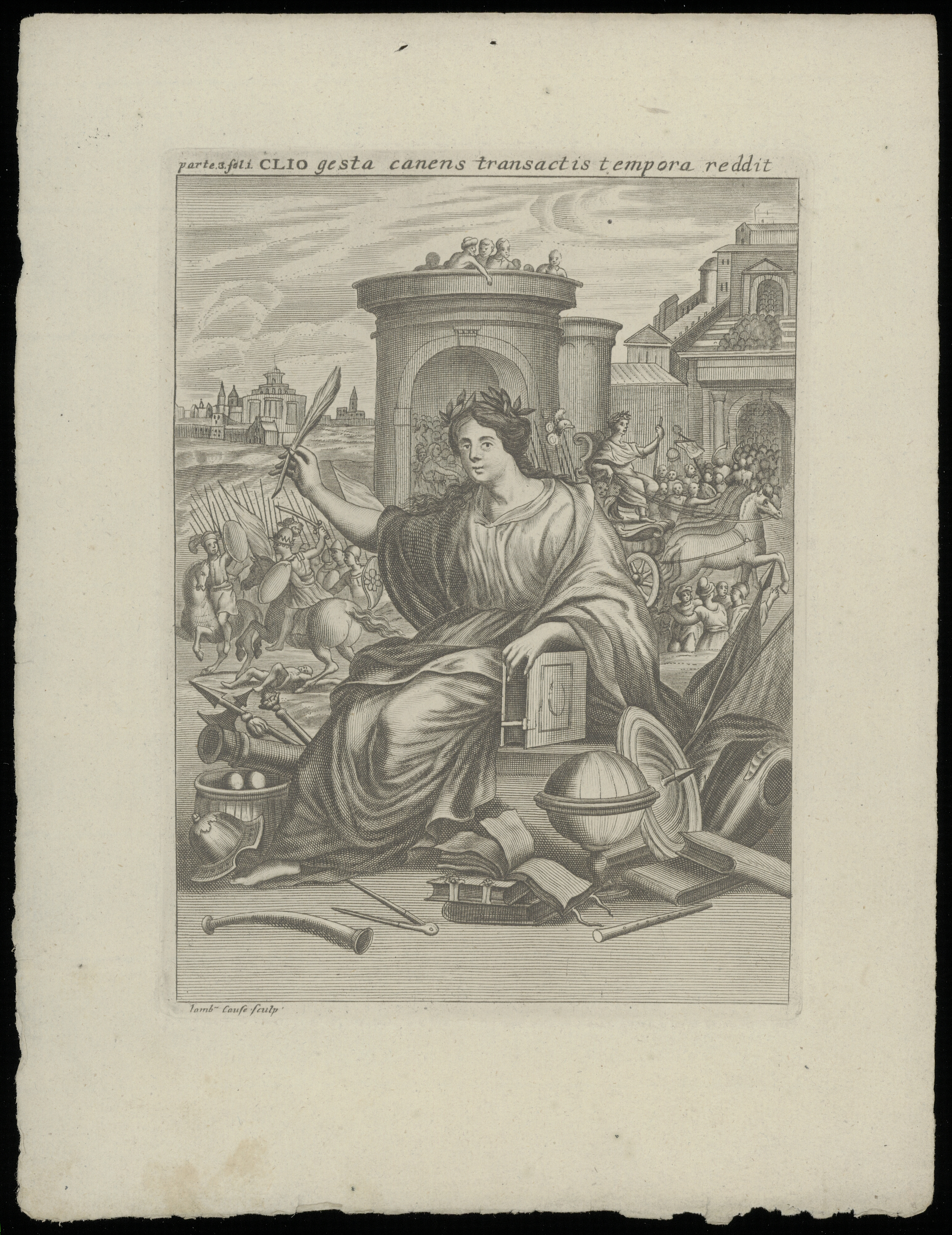
Bản in tranh Clio, thực hiện vào thế kỷ 16–17. Lưu trữ tại thư viện đại học Ghent.

Trong thần thoại Hy Lạp, Clio (tiếng Hy Lạp: Κλειώ, còn được viết là Kleio), là một nàng thơ của lịch sử hay nàng thơ của việc chơi đàn lia như trong một số dị bản thần thoại.

## Từ nguyên
Tên của Clio có nguồn gốc từ nguyên gốc Hy Lạp κλέω/κλείω (có nghĩa là "kể lại", "làm nổi tiếng" hoặc "để kỷ niệm"). Chuyển sang ký tự Latinh kiểu cũ của tên này là Clio, nhưng một số hệ thống hiện đại như hệ thống Thư viện Quốc hội - Hiệp hội Thư viện Hoa Kỳ sử dụng chữ cái K cho ký tự kappa gốc của tiếng Hy Lạp, và ei để thể hiện nguyên âm đôi ει (epsilon iota), do đó có cách viết Kleio.

## Mô tả
Clio, đôi khi được gọi là "Người tuyên bố", thường được miêu tả cầm một cuộn giấy da, một cuốn sách mở hoặc một bảng viết chữ.

## Thần thoại
Giống như tất cả các nàng muse khác, Clio là con gái của thần Zeus và titan Mnemosyne, nữ thần trí nhớ. Cùng với các chị em gái của mình, nàng được cho là sống ở núi Helicon hoặc núi Parnassos. Địa điểm khác mà các nàng muse hay xuất hiện là Pieria ở Thessaly, gần đỉnh Olympus.
Nàng có một con trai là Hyacinth với một trong số các vị vua tùy theo từng câu chuyện thần thoại khác nhauː với vua Pierus hoặc vua Oebalus của Sparta, hoặc với vua Amyclas, tổ tiên của người Amyclae, cư dân của Sparta. Một số nguồn cho rằng nàng cũng là mẹ của Hymenaios. Các chuyện khác ghi rằng nàng là mẹ của Linus, một nhà thơ đã được chôn cất tại Argos, mặc dù Linus có một số cha mẹ khác nhau tùy thuộc vào câu chuyện thần thoại, trong một số câu chuyện Linus là con trai của chị em của Clio là Urania hoặc Calliope.

## Thư viện

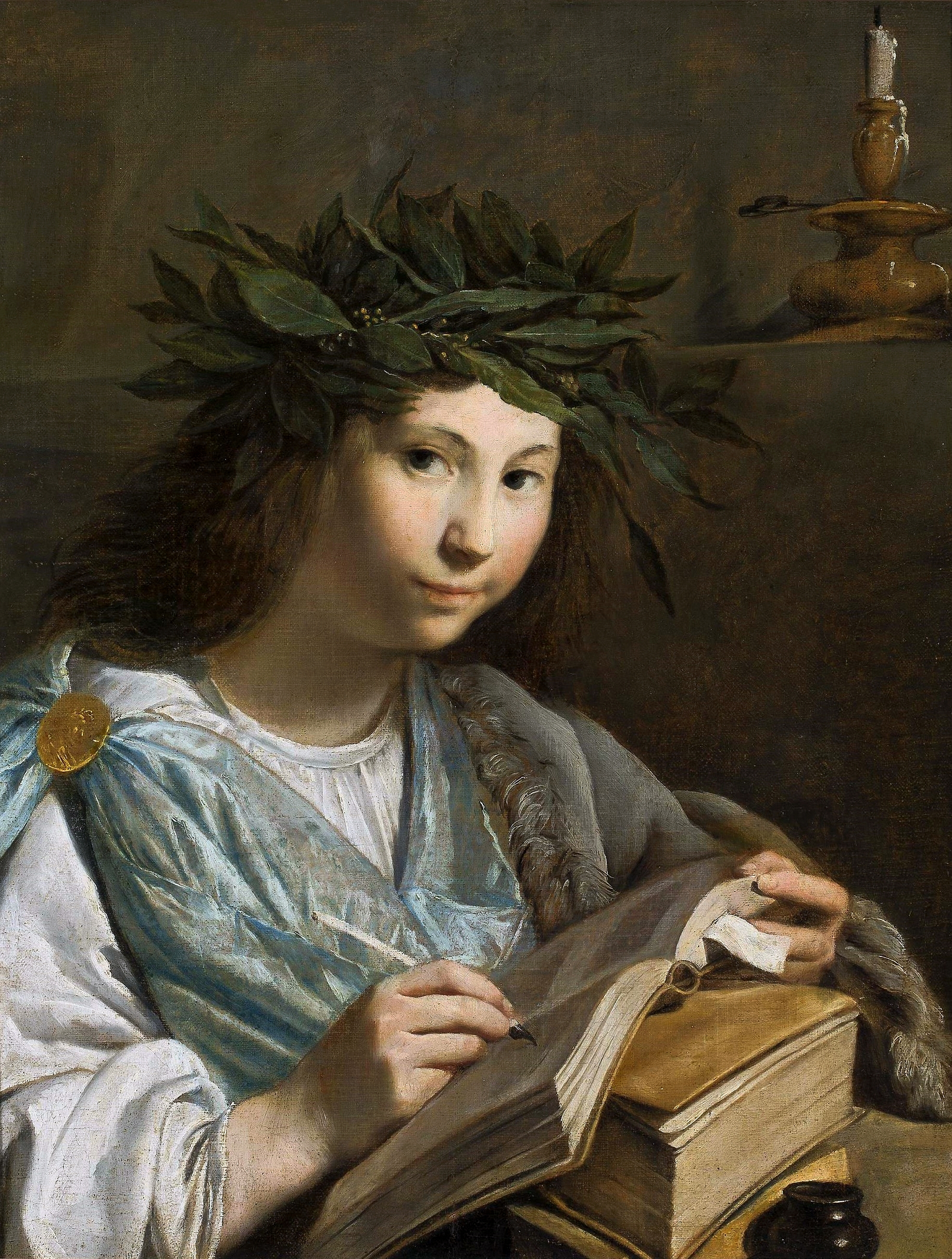
Clio, Nàng thơ của Lịch sử vẽ bởi Johannes Moreelse
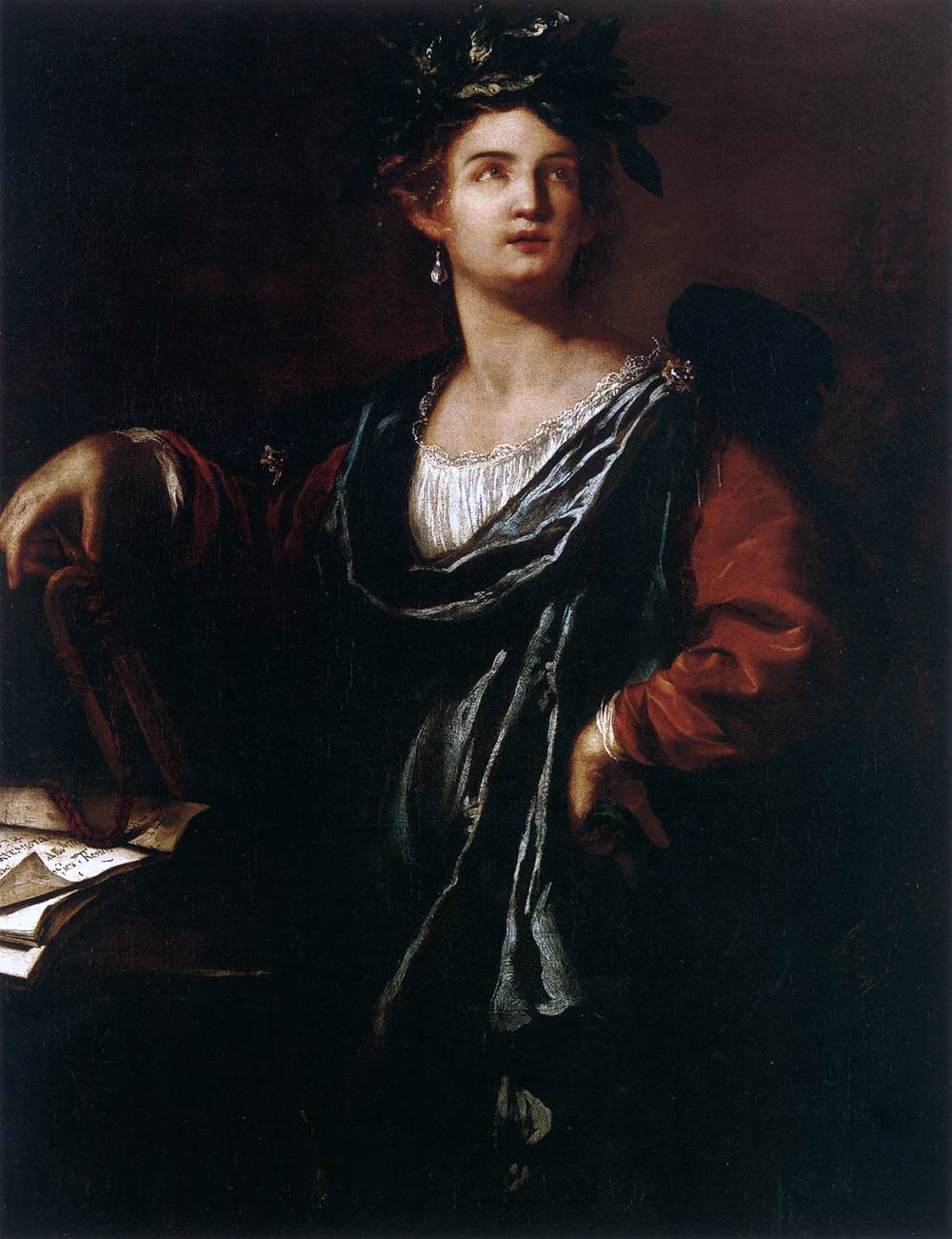
Clio, nàng thơ của Lịch sử (1632) - tranh của Artemisia Gentileschi.
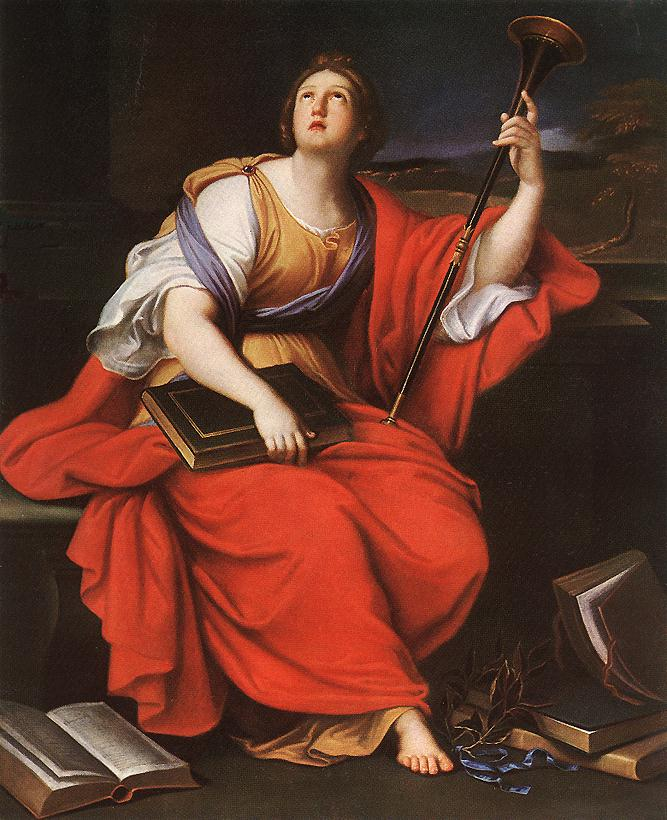
The Muse Clio (khoảng 1689) của Pierre Mignard
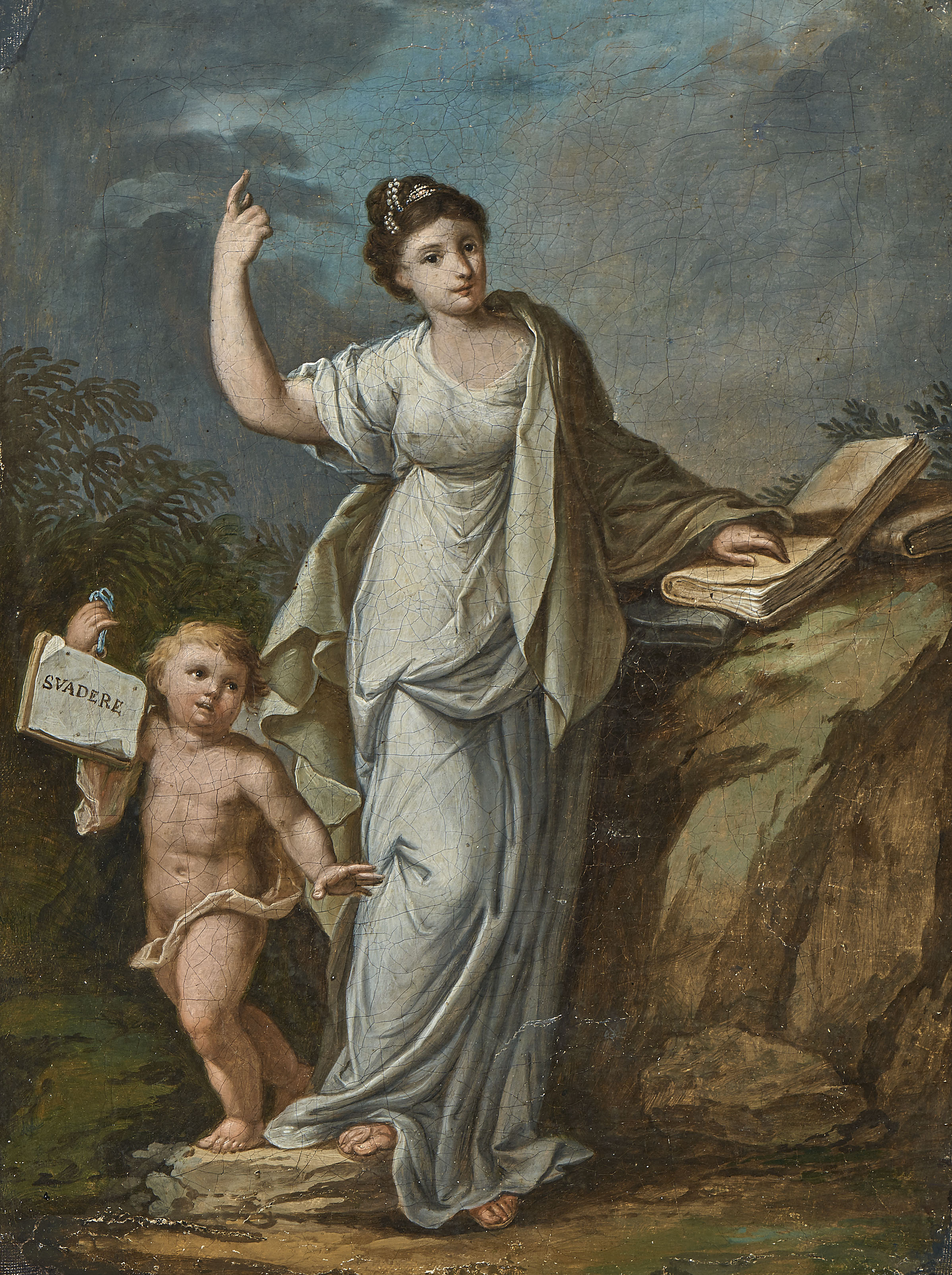
The Muse Clio của Bernhard Rode
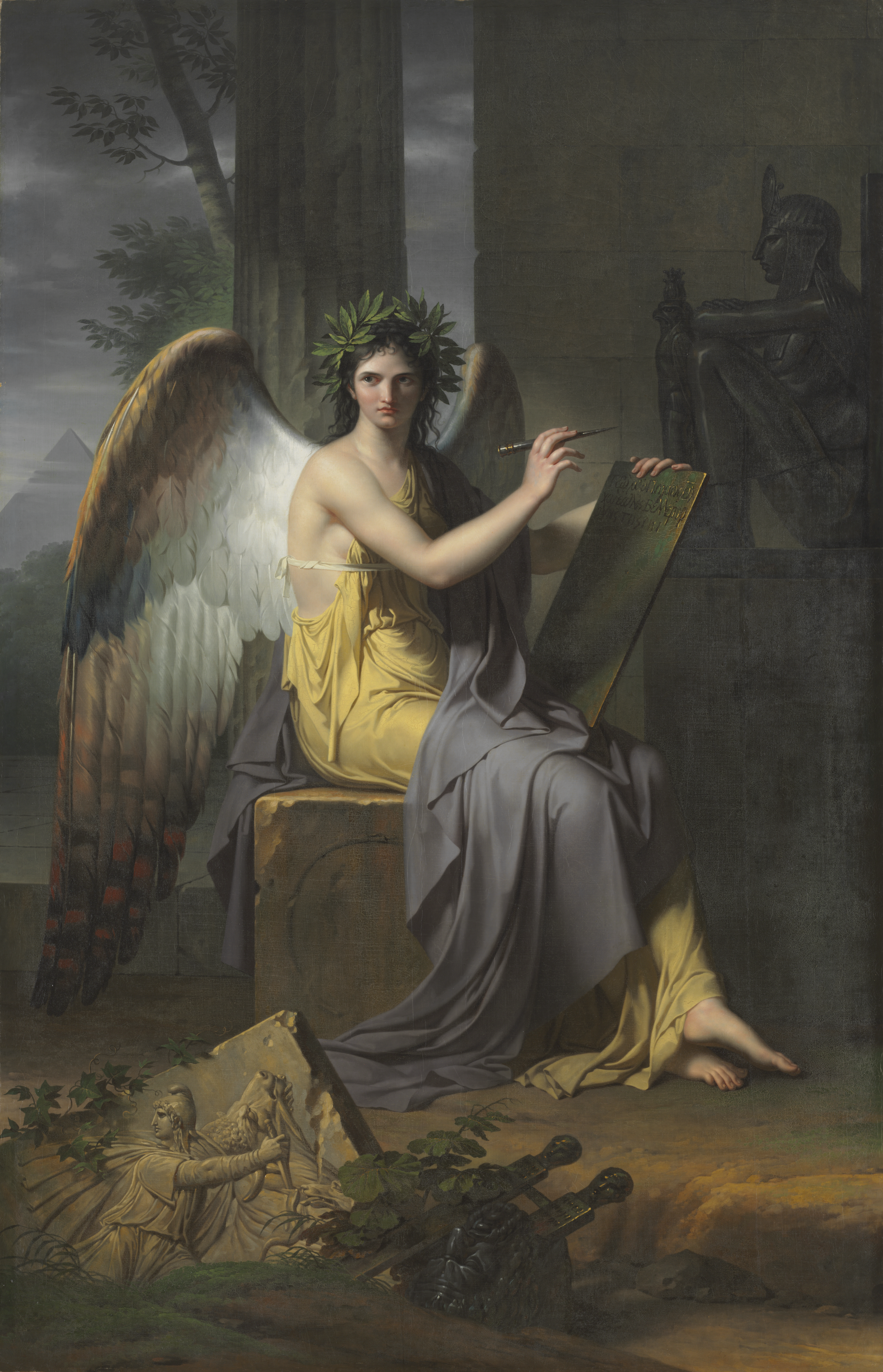
Clio, nàng thơ của Lịch sử (1800) của Charles Meynier
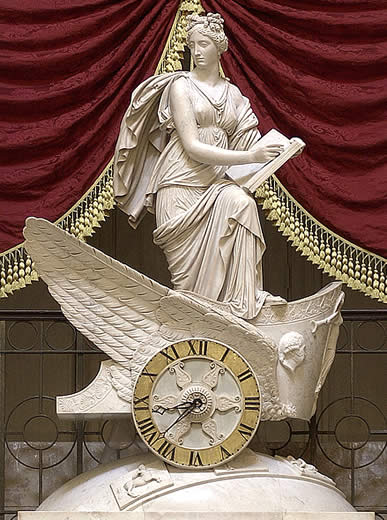
Chiếc xe Lịch sử, một chiếc đồng hồ xe ngựa chiến khắc hình Clio do Carlo Franzoni hoàn thành năm 1819, hiện đặt ở Hội trường Điêu khắc Quốc gia (Điện Capitol, Hoa Kỳ)
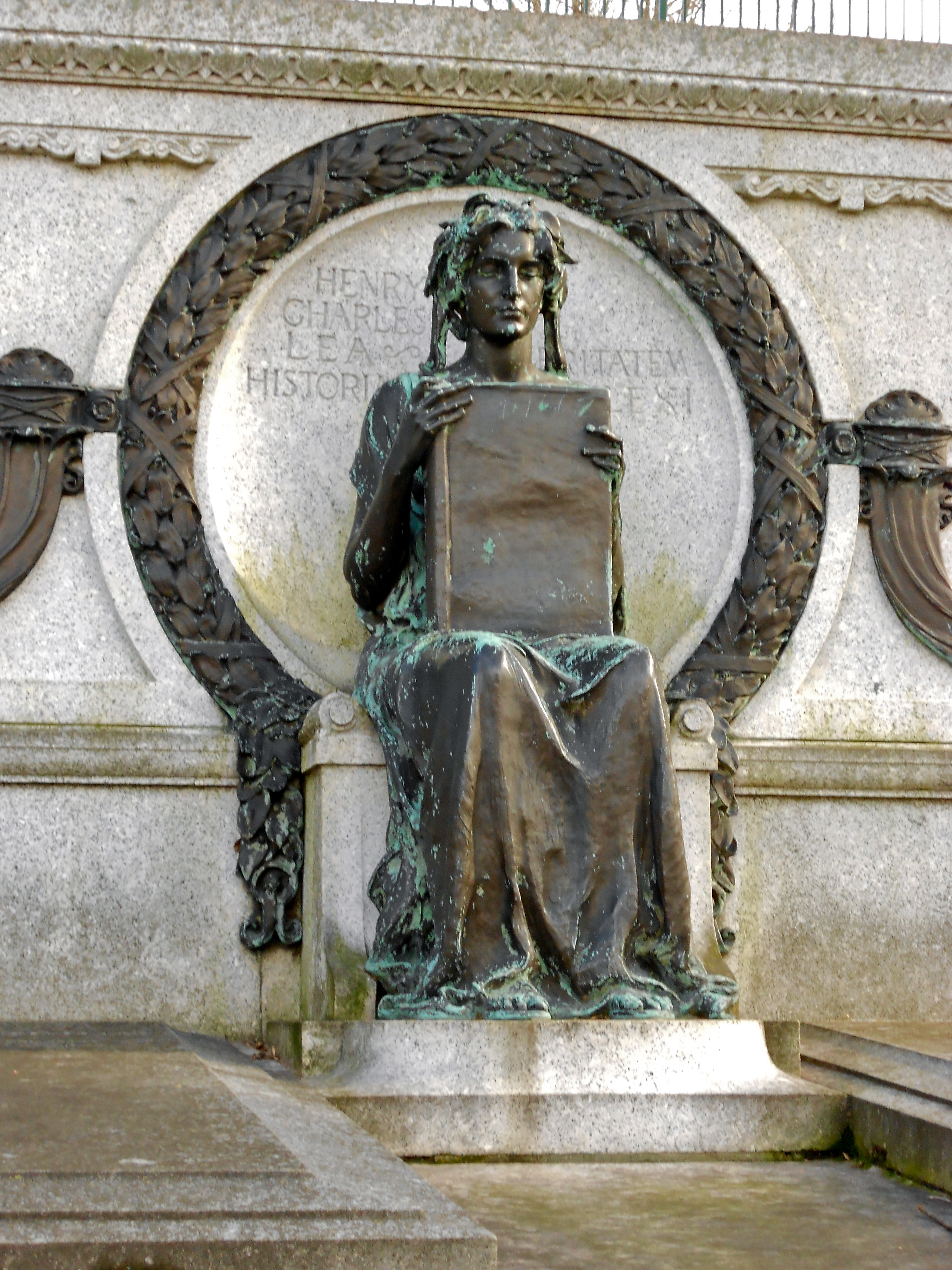
Bức tượng Clio của nhà điêu khắc Alexander Stirling Calder đặt trong mộ của sử gia Henry Charles Lea